# 帕拉特崖
62°11′S 58°35′W / 62.183°S 58.583°W
帕拉特崖（英語：Platt Cliffs），是南極洲的山崖，位於南設得蘭群島的喬治王島，處於古爾登灣和蒙錫梅特灣之間，海拔高度約100米，以英國探險隊的地質學家命名，現時由南極條約體系管理。